# IC 2031
IC 2031 је галаксија у сазвјежђу Еридан која се налази на листи објеката дубоког неба у Индекс каталогу.
Деклинација објекта је - 5° 39' 7" а ректасцензија 4h 6m 14,7s. Привидна величина (магнитуда) објекта IC 2031 износи 15,0 а фотографска магнитуда 16,0. IC 2031 је још познат и под ознакама NPM1G -05.0170, PGC 146069.